# B&Bのお笑いスター最前線!!
『B&Bのお笑いスター最前線!!』（ビーアンドビーのおわらいスターさいぜんせん）は、1981年4月28日から同年5月12日まで日本テレビ系列局で放送されていた日本テレビ製作のバラエティ番組である。全3回。放送時間は毎週火曜 19:00 - 19:30 （日本標準時）。

## 概要
B&Bが司会を務めていた公開番組で、プロ野球ナイター中継が予定されていない週に放送されていた。出演者にはB&Bとの関わりあいから、同系列局で放送されていた『お笑いスター誕生!!』の出身者が多かった。

## 出演者

### 司会
- 島田洋七（B&B）
- 島田洋八（B&B）

### その他の出演者
- 小柳トム（現・Bro.TOM）
- 青芝金太・紋太
- 九十九一
- イッセー尾形
- コロッケ
- ゆーとぴあ
- ほか

## 参考資料
- 読売新聞縮刷版[どれ?]